# Resolutie 1787 Veiligheidsraad Verenigde Naties
Resolutie 1787 van de Veiligheidsraad van de Verenigde Naties werd op 10 december 2007 unaniem aangenomen door de VN-Veiligheidsraad. De resolutie verlengde het uitvoerend directoraat van het Antiterrorismecomité van de Veiligheidsraad met drie maanden.

## Inhoud

### Waarnemingen
De Veiligheidsraad bevestigde dat terrorisme een van de grootste bedreigingen voor de vrede en veiligheid vormde. De Algemene Vergadering had nu middels haar resolutie 60/288 de globale VN-antiterreurstrategie
aangenomen en een ondersteundende task force opgericht. Alle landen moesten maatregelen nemen tegen het terrorisme en werden geprezen om hun samenwerking met het Antiterrorismecomité van de Veiligheidsraad.

### Handelingen
De termijn van dat comité, zoals vermeld in resolutie 1535, werd verlengd tot 31 maart 2008. Ook werd de directeur van het uitvoerend directoriaat van het Antiterrorismecomité gevraagd binnen de zestig dagen organisatorische aanpassingen aan te bevelen waar hij dat nodig achtte.

## Verwante resoluties
- Resolutie 1624 Veiligheidsraad Verenigde Naties (2005)
- Resolutie 1735 Veiligheidsraad Verenigde Naties (2006)
- Resolutie 1805 Veiligheidsraad Verenigde Naties (2008)
- Resolutie 1822 Veiligheidsraad Verenigde Naties (2008)

Lijst ·  1739 ·  1740 ·  1741 ·  1742 ·  1743 ·  1744 ·  1745 ·  1746 ·  1747 ·  1748 ·  1749 ·  1750 ·  1751 ·  1752 ·  1753 ·  1754 ·  1755 ·  1756 ·  1757 ·  1758 ·  1759 ·  1760 ·  1761 ·  1762 ·  1763 ·  1764 ·  1765 ·  1766 ·  1767 ·  1768 ·  1769 ·  1770 ·  1771 ·  1772 ·  1773 ·  1774 ·  1775 ·  1776 ·  1777 ·  1778 ·  1779 ·  1780 ·  1781 ·  1782 ·  1783 ·  1784 ·  1785 ·  1786 ·  1787 ·  1788 ·  1789 ·  1790 ·  1791 ·  1792 ·  1793 ·  1794